# Station Montélimar
Station Montélimar is een spoorwegstation in de Franse gemeente Montélimar, gelegen in het departement Drôme, regio Auvergne-Rhône-Alpes.
In 1854 werd het spoorwegstation geopend op de lijn Lyon-Avignon van de Compagnie du chemin de fer de Lyon à la Méditerranée. Het station werd in 1857 overgenomen door de Compagnie des chemins de fer de Paris à Lyon et à la Méditerranée.
Het station wordt bediend door de TGV inOui en treinen van de regionale transport express régional TER Auvergne-Rhône-Alpes. In 2023 werden er 963.113 reizigers geregistreerd.